# Bothrocara nyx
Bothrocara nyx är en fiskart som beskrevs av Stevenson och Anderson 2005. Bothrocara nyx ingår i släktet Bothrocara och familjen tånglakefiskar. Inga underarter finns listade.